# Maria Wasna
Maria Wasna (* 10. März 1930 in Tilsit in Ostpreußen; † 2. November 2019) war eine deutsche Psychologin. Sie war die erste Rektorin an einer bundesdeutschen Universität und leitete die Westfälische Wilhelms-Universität Münster von 1990 bis 1994.

## Leben
Maria Wasna war zunächst Jugendwohlfahrtspflegerin. Von 1960 bis 1966 studierte sie Psychologie, Soziologie, Philosophie und Pädagogik an den Universitäten Münster und Bochum. 1968 wurde sie mit der pädagogisch-psychologischen Dissertation „Die Entwicklung der Leistungsmotivation – Zielsetzungen normaler und debiler Kinder bei einer Turmbauaufgabe“  promoviert. Insbesondere zum Thema Motivation legte sie später weitere Schriften vor. Ihre Untersuchungen zur Lern- und Leistungsmotivation gelten als grundlegend für die pädagogische Förderung geistig behinderter Kinder. 1971 habilitierte sie sich an der Pädagogischen Hochschule Westfalen-Lippe.
Wasna war zunächst Dozentin an der Pädagogischen Hochschule Ruhr, Abteilung Essen. Sie wurde 1972 Professorin für Psychologie an der Gesamthochschule Essen. 1974 erhielt sie einen Ruf auf eine ordentliche Professur an die Pädagogische Hochschule Westfalen-Lippe in Münster und wurde dort 1975 Prorektorin und Vorsitzende der Hochschulkommission für Forschung, Lehre und Studium. Mit der Eingliederung der PH Westfalen-Lippe in die Westfälische Wilhelms-Universität Münster (WWU) wurde sie 1980 Professorin am Psychologischen Institut der WWU. 1986 wurde sie Prorektorin für Struktur, Planung und Bauangelegenheiten an der WWU und schließlich 1990 erste Rektorin einer bundesdeutschen Universität. Ihr Hauptaugenmerk galt der Strukturentwicklung der Universität, der Öffnung der Universität zur Stadt Münster und zur Region Münsterland sowie den Beziehungen zu den Niederlanden und vor allem zu den baltischen Universitäten und Staaten.
Ab 1991 entwickelte Wasna Partnerschaften mit den Universitäten Riga, Vilnius und Tartu. Mit der Gründung des Fördervereins Baltikum (1993 bis 2008) fokussierte sie auch auf wirtschaftliche Beziehungen zwischen dem Münsterland und dem Baltikum.

## Ehrungen und Auszeichnungen
Maria Wasna wurde ausgezeichnet mit Ehrendoktorwürden der Universität Lettlands in Riga (1994) und der Universität Vilnius in Litauen (1999); sie wurde Ehrenmitglied der Universität Tartu in Estland (1995). 2004 erfolgte die Ehrung mit dem Orden Vytautas des Großen (Ritterkreuz), dem staatlichen Orden der Republik Litauen. 1997 wurde Maria Wasna von Bundespräsident Herzog mit dem Verdienstkreuz 1. Klasse des Verdienstordens der Bundesrepublik Deutschland ausgezeichnet.

## Schriften (Auswahl)
- Die Entwicklung der Leistungsmotivation. Zielsetzung normaler und debiler Kinder bei einer Turmbauaufgabe. Reinhardt, München 1970 (Erziehung und Psychologie; Nr. 56) (Zugl.: Münster Westf., Diss.).
- Motivation, Intelligenz und Lernerfolg. Kösel-Verlag, München 1972, ISBN 3-466-30020-7.
- Leistungsmotivation: empirische Untersuchungen bei Vorschulkindern und Geistigbehinderten. Reinhardt, München 1973 (Uni-Taschenbücher; 280), ISBN 3-497-00707-2.
- Orientierung und Identität im Bild der Universität Rektoratsrede anlässlich der Amtsübernahme am 9. Oktober 1990. Regensberg, Münster 1990 (Akademische Reden und Beiträge; 8), ISBN 3-7923-0605-0.